# سازمان‌های هوانوردی مشترک
سازمان‌های هوانوردی مشترک گروهی از سازمان‌های همکار در کنفرانس هوانوردی غیرنظامی اروپا بود. این سازمان، نماینده سازمان‌های نظارتی هوانوردی غیرنظامی چند کشور اروپایی بود که برای همکاری در زمینه توسعه و پیاده‌سازی استانداردها و فرایندهای نظارتی ایمنی با یکدیگر توافق کرده بودند. این سازمان یک بدنه نظارتی یگانه نبود و نظارت، از طریق سازمان‌های عضو انجام می‌شد.
در پیاده‌سازی چیزی به نام "گزارش فوجا"، سازمان‌های هوانوردی مشترک از یکم ژانویه ۲۰۰۷ وارد فاز تازه‌ای شد. در این فاز تازه، سازمان‌های هوانوردی مشترک به "سازمان‌های هوانوردی مشترک منتقل شده" تغییر کرد. سازمان‌های هوانوردی مشترک منتقل شده، یک دفتر ارتباطی و یک دفتر آموزشی داشت. دفتر ارتباطی آن در محوطه آژانس ایمنی هوانوردی اروپا در کلن آلمان بود.

### تاریخچه
سازمان‌های هوانوردی مشترک، نخست در سال ۱۹۷۰ (میلادی) با نام "سازمان‌های مشترک شایستگی پرواز" پدید آمد. در آغاز، تنها هدف از پیدایش آن تعریف کدهای یکسان صدور گواهینامه برای هواپیماهای بزرگ و موتور هواگرد بود تا نیازهای صنایع هوایی اروپا و کنسرسیومهای بین‌المللی مانند ایرباس را براورده کند. پس از ۱۹۸۷ (میلادی) کار آن به عملیات، نگهداری، صدور مجوز، و استانداردهای صدور گواهینامه/طراحی برای همه گونه‌های هواپیما گسترش یافت.
پذیرش مقررات شماره ۱۵۹۲/۲۰۰۲ توسط پارلمان اروپا و شورای اتحادیه اروپا و سازمان زیرمجموعه آژانس ایمنی هوانوردی اروپا، سازمان نظارتی گسترده اروپایی را پدید آورد که بسیاری از کارکردهای سازمان‌های هوانوردی مشترک را (بین اعضای آژانس ایمنی هوانوردی اروپا) به خود گرفت. با آغاز به کار آژانس ایمنی هوانوردی اروپا، برخی کشورهای غیر عضو در اتحادیه اروپا در سازمان‌های هوانوردی مشترک، حق رای خود در آژانس ایمنی هوانوردی اروپا را از دست دادند. در حالیکه بقیه کشورها، از فرایند تصویب و پیاده‌سازی، کاملاً محروم شدند. کارکردهای منتقل شده، ایمنی و صدور گواهینامه نوع هواپیما، و تأیید موتورها و قطعات هواپیما بود. مسئولیت‌های دیگر نیز در طول زمان به آن افزوده شدند.
سازمان‌های هوانوردی مشترک در سال ۲۰۰۹ (میلادی) منحل شد و تنها، سازمان آموزشی آن باقی ماند.

## کشورهای عضو سازمان‌های هوانوردی مشترک

### کشورهای غیر عضو در اتحادیه اروپا
کشورهای کاندید برای عضویت (در ژانویه ۲۰۰۸) با * مشخص شده‌اند:
- آلبانی*
- جمهوری آذربایجان*
- بوسنی و هرزگوین
- گرجستان
- ایسلند
- لیختن‌اشتاین
- مقدونیه شمالی
- مولداوی
- مونته‌نگرو*
- موناکو
- نروژ
- صربستان*
- سوئیس
- ترکیه
- اوکراین*

### کشورهای عضو اتحادیه اروپا
- اتریش
- بلژیک
- بلغارستان
- کرواسی
- قبرس
- جمهوری چک
- دانمارک
- استونی
- فنلاند
- فرانسه
- آلمان
- یونان
- مجارستان
- جمهوری ایرلند
- ایتالیا
- لتونی
- لیتوانی
- لوکزامبورگ
- مالت
- لهستان
- پرتغال
- رومانی
- اسلواکی
- اسلوونی
- اسپانیا
- سوئد
- هلند